# Living Loud
I Living Loud sono stati un supergruppo musicale heavy metal statunitense, fondato dall'ex cantante dei Cold Chisel Jimmy Barnes, dall'ex chitarrista dei Kansas Steve Morse, dall'ex tastierista degli Whitesnake Don Airey, (questi ultimi già insieme nei Deep Purple), dall'ex bassista dei Rainbow Bob Daisley, e dall'ex batterista dei Visible Faith Lee Kerslake, (entrambi ex membri degli Uriah Heep).

## Storia
Secondo quanto riportato nelle note di copertina dell'album omonimo, il progetto è stato avviato da Daisley che aveva discusso con Kerslake la possibilità di "rifare alcune delle canzoni degli album rock classici che avevano scritto insieme per Ozzy Osbourne". Nel 2002, lo stesso Osbourne aveva pubblicato una raccolta con delle reincisioni di alcuni di questi pezzi, tra cui I Don't Know, Mr. Crowley, e Flying High Again.
Sostituendo le esecuzioni originali di Daisley e Kerslake da nuove tracce di basso e batteria dopo che entrambi gli uomini avevano citato in giudizio il cantante per mancato pagamento dei diritti d'autore; questo problema, riguardante i crediti dell'album, era dovuto al fatto che, nonostante i due musicisti suonassero su Blizzard of Ozz e Diary of a Madman, Le esibizioni di Daisley e Kerslake vennero attribuite a Rudy Sarzo e Tommy Aldridge fino al 1997; ciò era dovuto al fatto che il produttore Don Arden, insieme a Osbourne (anch'esso produttore dei due album), decisero di accreditare i "musicisti dal vivo", in seguito a dei disaccordi con il bassista e il batterista. Anche Don Airey, al quale vennero riconosciuti i crediti per aver suonato su Blizzard of Ozz, si unì alla band in qualità di tastierista.
Nel 2004, Daisley, Kerslake, Barnes e Morse registrarono l'album in Florida. Insieme alle canzoni di Osbourne, il gruppo compose ed incise altre cinque nuove tracce. L'album d'esordio, Living Loud, venne pubblicato nel settembre dello stesso anno. I gruppo esordì in Australia come gruppo spalla dei Deep Purple. I Living Loud in quel tour hanno suonato anche ai Fox Studios di Sydney. Quest'ultimo evento è stato registrato e pubblicato in DVD nel 2005.
Il gruppo portò avanti la propria attività, soprattutto live, fino al 2010, quando Steve Morse, in disaccordo con gli altri membri, decise di sciogliere la band.
Tutto il gruppo fu d'accordo con la decisione di Morse, che però nel 2019 Morse pensò di riformare il gruppo, includendo tutti gli ex membri. Questo tentativo venne definitivamente abbandonato nel 2020, in seguito alla scomparsa di Lee Kerslake.

## Formazione
- Jimmy Barnes, voce (2004-2010)
- Steve Morse, chitarra (2004-2010)
- Bob Daisley, basso (2004-2010)
- Lee Kerslake, batteria (2004-2010; morto nel 2020)
- Don Airey, tastiera (2004-2010)

## Discografia (parziale)
- 2004 – Living Loud
- 2005 – Loud and Live
- 2006 – Live in Sydney 2004